# Loma de San Juan
A Loma de San Juan (San Juan Hill) é uma colina ao leste de Santiago de Cuba, Cuba.
A colina foi palco da batalha mais famosa da Guerra Hispano-Americana, a Batalha de San Juan Hill onde soldados espanhóis foram entrincheirados.